# Rolf Falter
Rolf Falter (Leuven, 1958) is een Belgisch historicus, auteur, journalist en communicatiespecialist. Sinds 2001 heeft hij vier historische beschouwingen gepubliceerd over de relatie tussen Vlaanderen, België en Europa. Daarin maakt hij gebruik van zijn historische achtergrond, journalistieke kwaliteiten en zijn ervaring in het politieke bedrijf. Zijn blog crisisinbelgium.blogspot.com kreeg internationaal veel aandacht.

## Biografie
Falter behaalde  een licentiaat Geschiedenis bij Lode Wils aan de KU Leuven. Falter werkte als politiek journalist bij De Standaard van 1984 tot 1994, eerst op de redactie buitenland, de laatste 4 jaren volgde hij in de Wetstraat de staatshervorming en 'financiën'. In 1994 werd hij op vraag van de toenmalige partijvoorzitter Johan Van Hecke hoofd van de CVP-studiedienst Cepess. Tussen 2001 en 2003 was hij adviseur van premier Guy Verhofstadt. Vanaf 2003 tot 2006 was Falter journalist bij het financieel-economische dagblad De Tijd. In 2007 doceerde hij over journalistiek aan de Xios Hogeschool. In 2008 werd Falter woordvoerder van minister voor Migratie Annemie Turtelboom. Inmiddels was hij geslaagd in een Europees examen en kon hij vanaf begin 2010 aan de slag op de Directie Communicatie van het Europees Parlement. Toen Turtelboom eind 2011 minister van Justitie werd, vroeg ze hem terug te komen om mee te werken aan de communicatie van de hervorming van Justitie. In 2014 werd hij hoofd van het Belgisch Informatiebureau van het Europees Parlement aan het Luxemburgplein.

## Publicaties
- Het langzame einde van het Sovjet-imperium (1991)
- 1302. Opstand in Vlaanderen (2001)
- 1830. De scheiding van Nederland, België en Luxemburg (2005)
- België, een geschiedenis zonder land (2012)
- De geboorte van Europa. Een geschiedenis zonder einde (2017)
- 1302 − Het jaar van de mythe (2023)

- Gemeinsame Normdatei: 1022695002
- International Standard Name Identifier: 0000 0000 4297 8657
- Library of Congress Control Number: n93124908
- Nationale Bibliotheek van Tsjechië: xx0201283
- Nederlandse Thesaurus van Auteursnamen: 068886942
- Système universitaire de documentation: 101682603
- Virtual International Authority File: 18902395
- WorldCat: E39PBJvHbv3xMdbWWpHfg8Rh73